# Sybra fuscofasciatoides
Sybra fuscofasciatoides là một loài bọ cánh cứng trong họ Cerambycidae.